# Албазинцы
Албази́нцы (кит. упр. 阿尔巴津人, пиньинь āěrbājīnrén) — китайцы, потомки российских казаков — поселенцев пограничного с Китаем острога Албазин, основанного Никифором Черниговским в 1665 году на Амуре (ныне с. Албазино Амурской области) на предполагаемом месте расположения крепости даурского князя Албазы.

## История

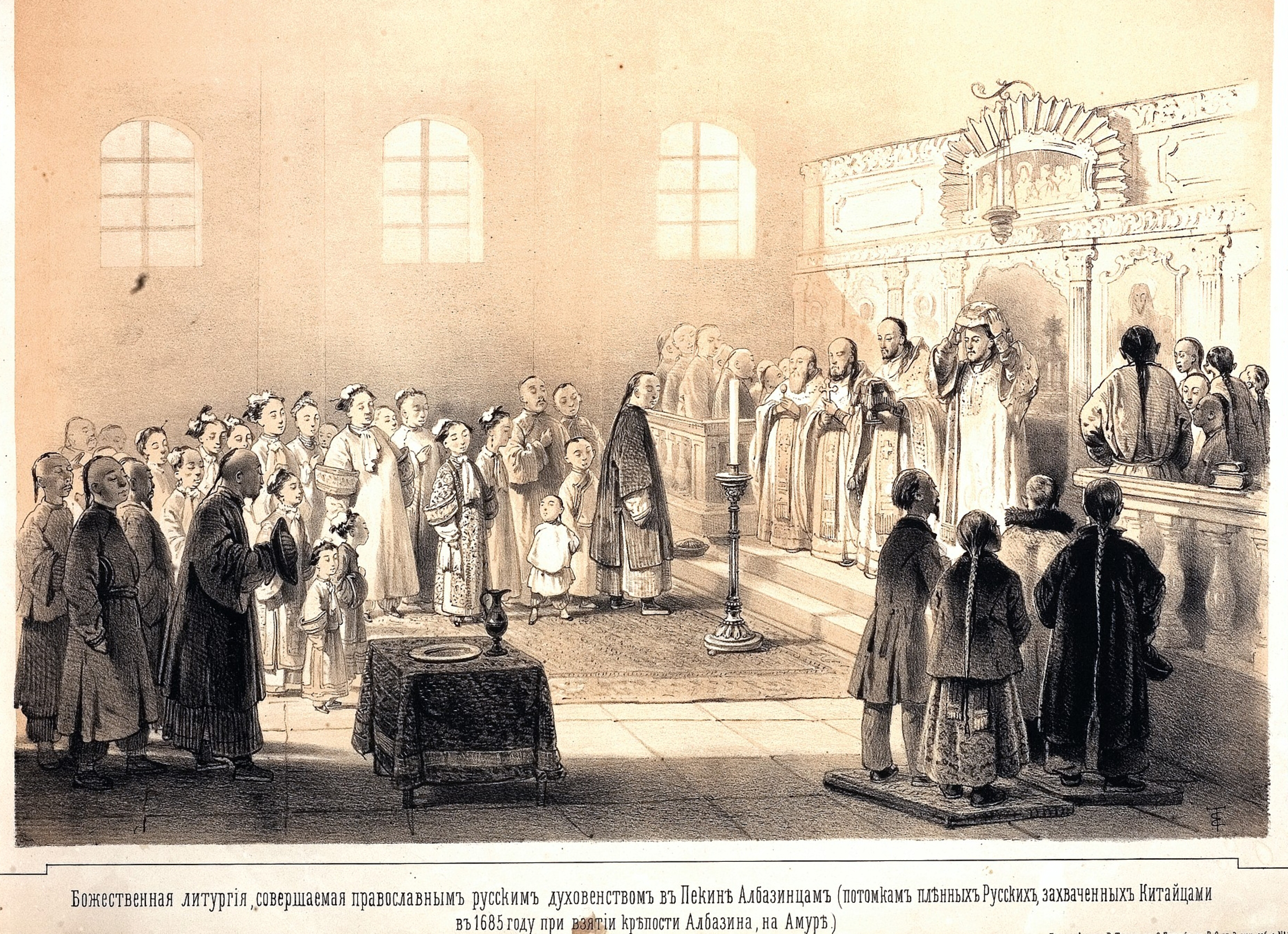
Потомки казаков-албазинцев на православной литургии в конце XIX века.

1 июня 1685 года крепость была осаждена большим цинским войском (по разным данным, от 5 до 10 тыс. человек). После сдачи острога 26 июня часть казаков (45—50 человек) с семьями были уведены в Пекин. Император, правивший под девизом «Канси», решил зачислить их в свои войска в качестве примера для прочих, надеясь переманить на свою сторону и других казаков. Албазинцы были зачислены в маньчжурские «знамённые войска», для них специально создали Русскую сотню в составе «Жёлтого с каймой знамени». Из пленных албазинцев лишь 12 человек не пожелали стать цинскими гвардейцами и решили вернуться в Россию. Всего же в цинские войска перешли не менее 100 казаков, или, как их называли китайцы, «ло-ча». Это были наименее лояльные русскому царю элементы. Казаки получали очень хорошее жалованье, денежные подарки, земли в вечное пользование и дома. Первое время во главе Русской сотни при дворе цинского императора были лишь русские, что делалось, как и само создание этой части, с пропагандистской целью. Но с заключением в 1689 году между Россией и Цинской империей Нерчинского договора политическое значение этой сотни стало падать, и впоследствии она стала регулярной частью гвардии под командованием одного из принцев Маньчжурской династии.
Фамилии и имена пленных были перечислены воеводой Толбузиным в докладе об обороне Албазина, однако до сих пор этот архивный документ, обнаруженный в начале 2000-х годов, не опубликован. Согласно преданиям, хранимым потомками албазинцев до настоящего времени, это были семьи Яковлевых, Дубининых, Романовых, Хабаровых и Холостовых. В настоящее время их китайские фамилии звучат соответственно как Яо (姚), Ду (杜), Ло (罗), Хэ (何) и Хэ (贺).
Для совершения православного богослужения император передал албазинцам и сопровождавшему их священнику Максиму Леонтьеву буддистский храм, находившийся в районе их поселения. При оставлении Албазина казаки взяли с собой часть церковной утвари и икон, в том числе главную святыню Албазина — икону святителя Николая Чудотворца (Николы Можайского).
Так как русских женщин с ними почти не было, казаки быстро стали смешиваться с маньчжурами. Те оказывали на них своё влияние, и постепенно албазинцы, поколение за поколением, стали утрачивать православную веру, смешивая её с верой маньчжуров. Негативное влияние оказывало на них и то, что русский царь отступился от них, и потому даже последующее направление православного священника в Пекин долго не могло исправить ситуацию со всё большей китаизацией албазинцев. В третьих поколениях албазинцев в XVIII веке русские свидетельствовали, что у них почти ничего не осталось из русских черт. Лишь дома они держали, скорее как фетиши, нательные кресты и иконки, оставшиеся от их героических дедов и прадедов.
Вспомнили в России об албазинцах, когда решили открыть в Пекине Духовную миссию. Чтобы открыть такое учреждение, нужно было доказать цинским властям, что для такой миссии есть паства и что миссия нужна для обслуживания религиозных нужд этой паствы, а не для шпионажа. Сначала пытались обосновать наличие Духовной миссии тем, что она нужна для торговцев, но цинские власти это отклонили, так как русских купцов тогда в Цинской империи было немного, поэтому албазинцев представили ревностными православными христианами. В это время русские посланники постоянно напоминали албазинцам, что они — потомки славных казаков, геройски бившихся против врага, несших в сердце православную веру. В то же время в донесениях Центру албазинцев представляли как почти ассимилированных маньчжурами, причём многие из них «были лишены нравственных устоев». После долгих переговоров и проволочек Россия в 1716 году открыла в Пекине Духовную миссию.
В 1831 году колония албазинцев в Пекине насчитывала 94 человека. По данным православного священника Пекина, уже в середине XVIII века албазинцы «считали всякое занятие недостойным их, создав свой особый тип жителей Пекина как наследственно принадлежащих к императорской гвардии. Заносчивые в своем поведении, гордые своим привилегированным положением, не знающие, что им делать со своим свободным временем, они бродили по улицам, посещая чайные и гостиницы, рестораны и театры, и стали предаваться опиекурению. Постепенно они стали духовно и физически вырождаться, впав в долги и попав в руки ростовщиков». В 1896 году священники и просто русские, попадавшие в Китай, писали, что албазинец «в нравственном отношении в лучшем случае — тунеядец, живущий подачками, а в худшем — пьяница и плут».
Под действием православных миссионеров в конце XIX века, начавших особенно активную работу с албазинцами, последние «переродились и стали большими приверженцами православия». В то время в Пекине и других крупных городах их насчитывалось около тысячи человек. Уже тогда они, из-за связи с православными священниками, попали в «чёрный список» антииностранных тайных обществ, добивавшихся изгнания иностранцев из Цинской империи и устранения их влияния. Тогда многие албазинцы работали при Русской духовной миссии. В 1900 году сотни их, в том числе женщины, дети и старики, были убиты во время Боксёрского восстания. При этом православные священники, вовлекшие их в работу, из-за которой они погибли, бежали в Посольский квартал Пекина, где укрылись за штыками международных войск. В те дни погибло не менее 300 албазинцев во главе со священномучеником Митрофаном Цзи. На месте их погребения на территории Пекинской духовной миссии был воздвигнут храм во имя святых мучеников (разрушен в 1956 году по указанию П. Ф. Юдина, посла СССР в КНР), а сами мученики прославлены в лике местночтимых святых Священным Синодом РПЦ (память 11 июля). Другие, оказавшись перед выбором — отречение от веры или смерть, — выбрали первое и сохранили себе жизнь.
К приходу белогвардейцев в Китай албазинцы носили китайскую одежду, «имели китайский облик», плохо говорили по-русски, но исповедовали православие. Уже во второй половине 1920-х годов многие албазинцы работали в русских эмигрантских газетах, хорошо владея пером, отлично зная китайскую специфику и имея множество полезных для своей работы контактов.
После прихода к власти в Китае коммунистов албазинцы с конца 1950-х годов стали быстро ассимилироваться с китайцами. Этому содействовала политика Мао Цзэдуна на искоренение всего иноземного, что особенно ярко проявилось во время культурной революции.
К 2000 году в Китае проживало около 250 албазинцев — в основном в Пекине и Тяньцзине, а также небольшая часть в провинции Хэйлунцзян. Практически никто из них не знает русского языка. Лишённые возможности молиться в храме (в Пекине со времени «культурной революции» не было ни одного православного храма), албазинцы всё же сохраняют православную веру.